# 県道199号 (台湾)
県道199号（けんどう199ごう）は、屏東県獅子郷の壽峠から同県車城郷を結ぶ、全長37.601kmの台湾の県道である。

## 通過する自治体
- 屏東県
  - 獅子郷
  - 牡丹郷
  - 車城郷

## 接続する道路
- 台9線
- 県道199甲線
- 台26線

## 施設
- 牡丹国小学校
- 車城国中学校

## 支線

### 甲線
県道199号甲線（けんどう199ごうこうせん）は、屏東県牡丹郷にある全長8.583kmの台湾の県道である。

#### 通過する自治体
- 屏東県
  - 牡丹郷

#### 接続する道路
- 県道199号
- 台26線